# Ведреба
Ведреба (груз. ვედრება) — село в Грузии, на территории Карельского муниципалитета края (мхаре) Шида-Картли.

## География
Село находится в центральной части Грузии, на левом берегу реки Дзамы, на расстоянии приблизительно 5 километров (по прямой) к юго-западу от города Карели, административного центра муниципалитета. Абсолютная высота — 719 метров над уровнем моря.

## Население
По результатам официальной переписи населения 2014 года в Ведребе проживало 182 человека (83 мужчины и 99 женщин). В национальной структуре населения грузины составляли 91,2 %, осетины — 8,8 %.
| Год  | Население, человек |
| ---- | ------------------ |
| 2002 | 217                |
| 2014 | ↘ 182              |